# Victorine Heftingprijs
De Victorine Heftingprijs was een prijs die sinds 1988 werd toegekend aan een of meer kunstenaressen uit de regio Haaglanden die zich heeft/hebben onderscheiden door haar/hun voorbeeldfunctie, belangenbehartiging of positieverbetering van vrouwelijke kunstenaars.
De jaarlijkse prijs werd ingesteld in 1988 en is genoemd naar de kunsthistorica en eerste vrouwelijke directeur van het Haags Gemeentemuseum Victorine Hefting (1905-1993); de prijs heeft tot doel vrouwelijk talent op het gebied van de kunsten te stimuleren.
De prijs, die bestaat uit een geldbedrag en een kunstwerk, werd toegekend door een onafhankelijke jury van vijf personen die afkomstig zijn uit verschillende delen van de Haagse kunstwereld.
De prijs is per 1 januari 2016 opgeheven.   

## Prijswinnaars
- 1988 - Dora Dolz, beeldend kunstenares
- 1997 - Bibeb
- 1998 - Sacha Bulthuis
- 1999 - Inez van Dullemen
- 2001 - Sabine Kupferberg, danseres aan het Nederlands Dans Theater
- 2002 - Ingrid Rollema, beeldend kunstenares
- 2003 - Marian Sarstädt, danseres, staflid van de artistieke raad, en adjunct-directeur van het Nederlands Dans Theater
- 2004 - Mieke Lelyveld, schrijfster
- 2005 - Tonke Dragt
- 2007 - Wieteke van Dort
- 2009 - Rebecca van Leeuwen, oprichtster en directeur van Jeugdtheaterschool Rabarber
- 2012 - Heleen van der Weel, voormalig stadsbeiaardier van Den Haag
- 2013 - Caroline de Westenholz, oprichtster Louis Couperus Museum